# Gregor Šparovec
Gregor Šparovec (Jesenice, 29 dicembre 1977) è un ex sciatore alpino sloveno.

## Biografia
Attivo in gare FIS dal dicembre del 1994, Šparovec esordì in Coppa Europa il 4 febbraio 1995 a Kranjska Gora in slalom speciale, senza completare la prova, in Coppa del Mondo il 23 febbraio 1997 a Garmisch-Partenkirchen in supergigante (41º) e ai Campionati mondiali a Vail/Beaver Creek 1999, dove si classificò 29º sia nella discesa libera sia nel supergigante. Ottenne il miglior piazzamento in Coppa del Mondo il 21 gennaio 2001 a Kitzbühel in discesa libera (6º) e ai successivi Mondiali di Sankt Anton am Arlberg 2001 si piazzò 14º nella discesa libera e 28º nel supergigante; l'anno dopo ai XIX Giochi olimpici invernali di Salt Lake City 2002, sua unica presenza olimpica, fu 31º nella discesa libera, 13º nel supergigante e non completò la combinata.
Bissò il suo miglior piazzamento in Coppa del Mondo (6º) il 22 febbraio 2003 a Garmisch-Partenkirchen in combinata e ai successivi Mondiali di Sankt Moritz 2003, sua ultima presenza iridata, si classificò 27º nella discesa libera e 10º nel supergigante. Prese per l'ultima volta il via in Coppa del Mondo il 20 gennaio 2006 a Kitzbühel in supergigante (37º) e si ritirò dalle competizioni al termine di quella stessa stagione 2005-2006, anche se in seguito prese ancora parte a uno slalom gigante FIS disputato il 3 aprile 2010 a Krvavec e che Šparovec chiuse al 60º posto.

## Palmarès

### Coppa del Mondo
- Miglior piazzamento in classifica generale: 72º nel 2003

### Coppa Europa
- Miglior piazzamento in classifica generale: 73º nel 2000

### South American Cup
- Miglior piazzamento in classifica generale: 10º nel 2002
- 2 podi:
  - 2 terzi posti

### Campionati sloveni
- 7 medaglie:
  - 6 ori (supergigante nel 1997; supergigante nel 1999; discesa libera, supergigante nel 2003; discesa libera, supergigante nel 2005)
  - 1 bronzo (supergigante nel 2002)